# 劳动公园站 (大连市)
劳动公园站位于辽宁省大连市中山区，是大连地铁5号线的一个车站，于2023年4月6日启用。车站名称“劳动公园”得名于车站主体结构西侧的公园。

## 位置
劳动公园站位于中山区解放路与胜利东路交汇口北侧，车站结构沿解放路布置。

## 车站结构
劳动公园站为岛式站台地下车站，B1层为站厅层，B2层为站台层。
| B1层 | 站厅层                            | 站厅、乘客服务中心、自动充值机、自动售票机 |
| B2层 |                                   | █ 5号线往后关方向 （青泥洼桥）             |
| B2层 | 岛式站台，开左边门                |                                            |
| B2层 | █ 5号线 往虎滩新区方向 （石葵路） |                                            |

## 出入口
劳动公园站暂时设有2个出入口，其中A出入口设置于解放路西侧，C出入口设置于解放路东侧，站外无障碍电梯位于C出入口附近。
| 出口编号 | 出口指示 | 建议前往的目的地                                               |
| -------- | -------- | -------------------------------------------------------------- |
| 出口 · A |          | 解放路、大连火车头体育场、大连市第二十四中学、绿园街、劳动公园 |
| 出口 · C |          | 解放路、大连市第九中学、昆明街、大连中山希尔顿欢朋酒店         |

## 公交换乘
- 2、5、403、505、521、525路公交车。（劳动公园东门站）
  - 403路公交车。（昆明街站）